# Honoré Jean Aristide Husson
Pour les articles homonymes, voir Husson.
Honoré Jean Aristide Husson, né à Paris le 1er juillet 1803 et mort à Meudon le 30 juillet 1864, est un sculpteur français.

## Biographie
Élève de David d'Angers, Honoré Jean Aristide Husson obtient le 2e prix de Rome en 1827 et le premier prix de Rome en 1830. De retour à Paris, il expose aux Salons à partir de 1837, obtient une médaille de 2e classe en 1837 et de première classe en 1848. Le 9 mai 1853, il épouse Sophie Désirée Marie Tremblay à Paris.
Husson obtint de nombreuses commandes de l’État français.

## Œuvres dans les collections publiques

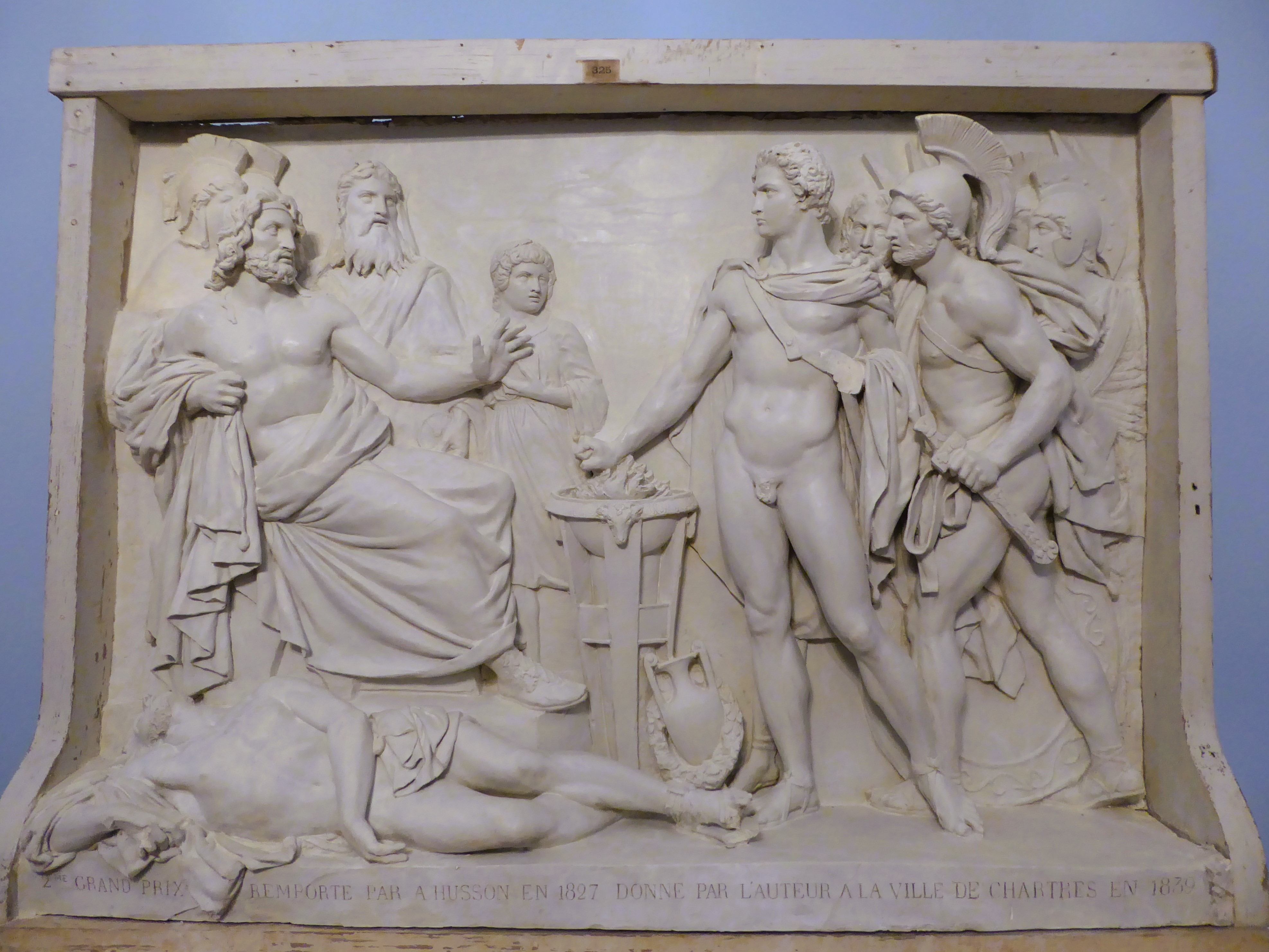
Mucius Scaevola devant Porsenna, plâtre de 1827, musée des Beaux-Arts de Chartres.

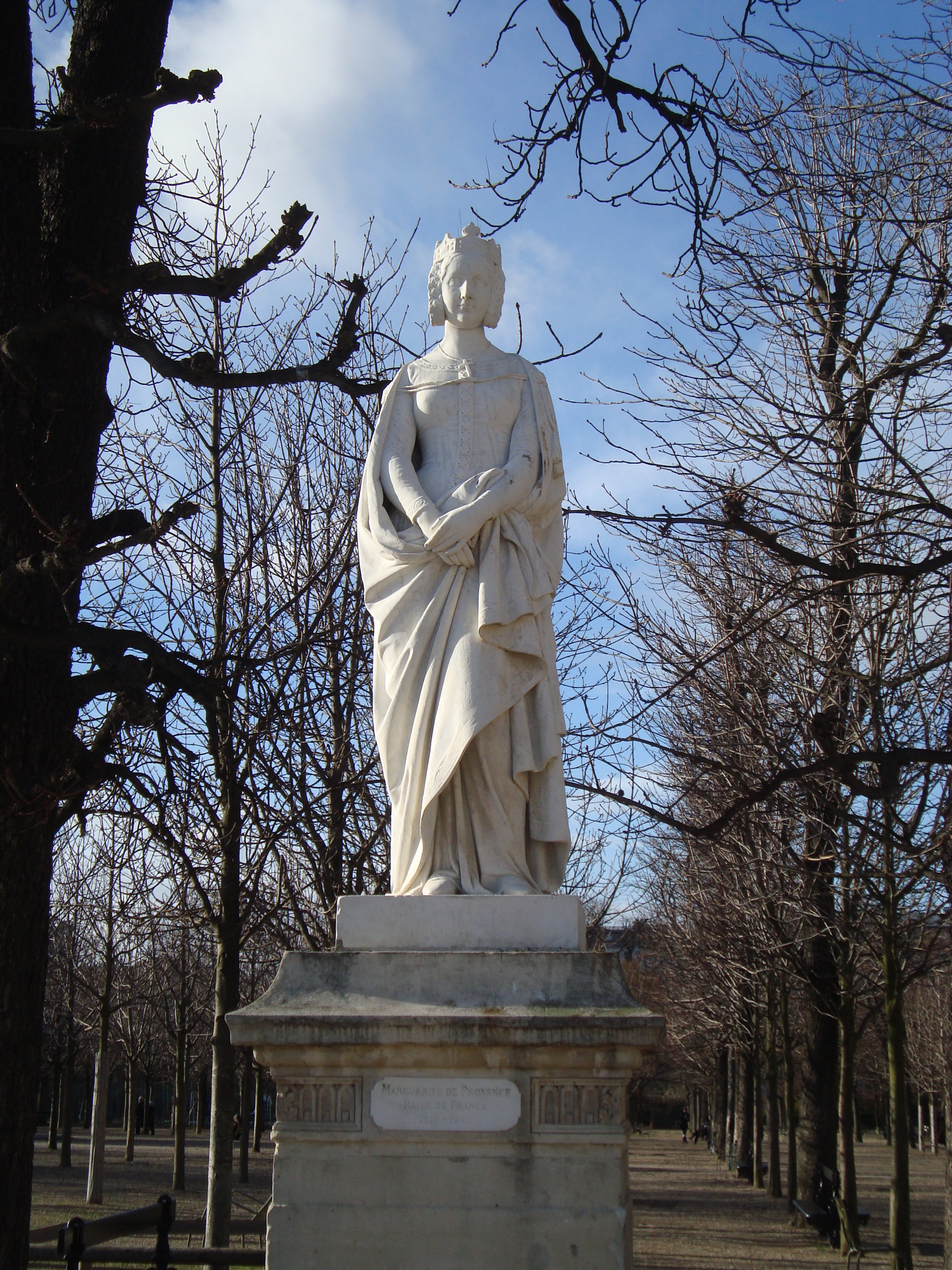
Marguerite de Provence (1847), statue de la série des Reines de France et Femmes illustres, Paris, jardin du Luxembourg.

L'œuvre d'Honoré Jean Aristide Husson est représenté aux musées d’Auch, Rodez, Chartres et Versailles.
- Chartres
  - Musée des Beaux-Arts : Mucius Scævola devant Porsenna, plâtre, 1827 (inv. 3518) ; une inscription en bas de l’œuvre mentionne : « 2me grand prix remporté par A Husson en 1827 donné par l'auteur à la ville de Chartres en 1839 »
- Paris
  - Basilique Sainte-Clotilde : Clovis, statue ;
  - Église de la Madeleine: Saint Bernard, statue ;
  - Église Saint Eustache :
    - Saint Mathias, statue ;
    - Saint Simon, statue ;
    - Saint Jude, statue ;

  - Église Saint-Germain-l'Auxerrois : Dagobert, statue ornant la tour ;
  - Église Saint-Vincent-de-Paul : Anges en adoration ;
  - Hôtel de Beauvau, ministère de l'Intérieur :
    - Boissy d'Anglas, buste ;
    - Le Chancelier Dambray, buste ;

  - Ancien hôtel de ville de Paris : Voltaire et Bailly , statues ornant la façade, œuvres détruites durant l'incendie de 1871 ;
  - Jardin du Luxembourg :
    - Marguerite de Provence, 1847, statue en marbre ;
    - Eustache Le Sueur, 1853, statue en marbre ;

  - Musée des Arts et Métiers : Charles-Augustin Coulomb, statue ;
  - Place de la Concorde : L’Été et L’Automne, 1839, figures allégoriques d’une des fontaines ;
  - Palais du Louvre, façade : 
    - Eustache Lesueur, statue ;
    - Jacques Sarrazin, statue ;
    - Le Général Desaix, statue ;

  - Palais du Luxembourg, Sénat : Gouvion-Saint-Cyr.

### Sources
Grand Larousse Encyclopédique, Paris, 1962